# Transfeminismo

Uno de los símbolos del transfeminismo.

El transfeminismo es una corriente del feminismo que amplía los sujetos del mismo a otras personas que no son mujeres cisgénero.
Se encuadra dentro de la tercera ola del feminismo y tiene una gran influencia del activismo LGBT y la teoría queer, especialmente desde la visión transgénero; así como de tendencias antirracistas y postcoloniales, y de movimientos políticos que buscan la abolición de la segregación social.
El concepto de transfeminismo va más allá de obtener la liberación de la mujer, sino que entiende el propio concepto de género como una construcción que se utiliza como herramienta de opresión. Se trata de un movimiento de resistencia que entiende el género como un sistema de poder que produce, controla y limita los cuerpos, para adaptarlos al orden social establecido, pretendiendo modificar, ampliar, alterar y transformar los códigos que rigen todas estas construcciones sociales.

## Definiciones

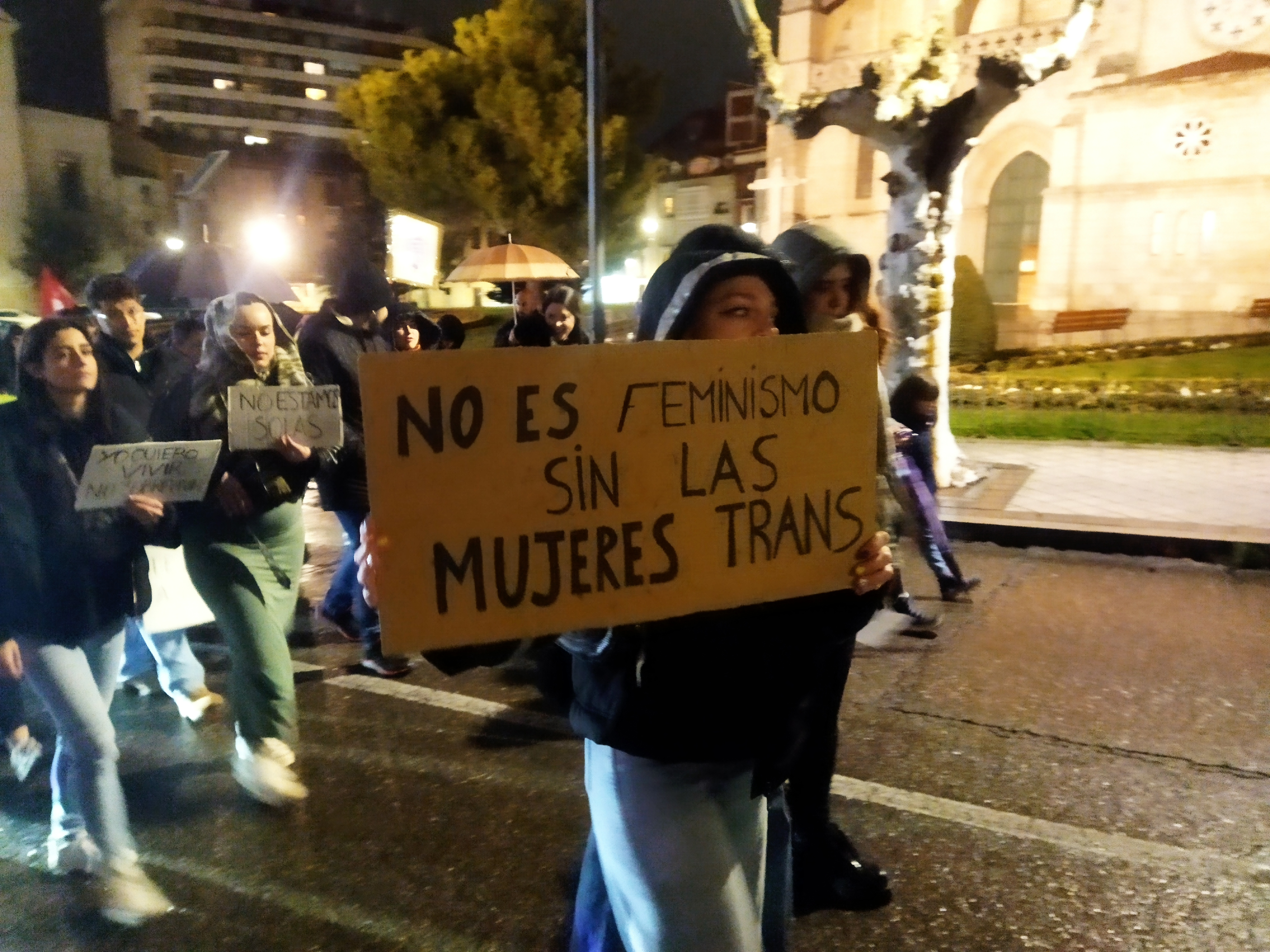
Manifestación por el 8M, Día Internacional de las Mujeres Trabajadoras. Bloque Crítico Feminista de Valladolid, España.

Robert Hill lo define como «una categoría del feminismo, conocida por la aplicación del discurso transgénero al discurso feminista» y de creencias feministas al discurso transgénero» (Hill, 2002). Hill dice que el transfeminismo también se refiere a su integración dentro del feminismo dominante. Él definió el transfeminismo como «una variedad del feminismo que tiene un contenido específico que puede aplicarse a personas transgénero y transexual, pero el pensamiento y la teoría de la cual también es aplicable a todas las mujeres en general». 
Emi Koyama cree que la definición de transfeminismo no está completa; sus escritos se focalizan en el solapamiento con el feminismo antirracista. Hill cree que el trabajo del transfeminismo concierne también la creación e integración del transfeminismo en el feminismo mainstream. En este contexto, el transfeminismo es «una variedad que tiene contenido específico que puede aplicarse a personas transgénero y transexual, pero la teoría es aplicable a las mujeres en general». 
Por otro lado, se usa el término transfeminismo para situar al feminismo como un conjunto de prácticas y teorías en movimiento, que da cuenta de una pluralidad de opresiones y situaciones, mostrando la complejidad de los nuevos retos del feminismo, de las luchas sexuales y del género que va más allá de la ecuación transexualidad + feminismo. 
Desde la perspectiva transfeminista, por tanto, no hay características biológicas que diferencien los roles entre hombres y mujeres, sino que estas diferencias surgen a raíz de la clasificación que se impone a uno u otro sexo desde el nacimiento. Por tanto, las reivindicaciones transfeministas se dirigen a toda la organización social que deriva de esta diferenciación entre el género masculino y femenino para intentar crear una sociedad en la que los seres humanos sean considerados literalmente iguales. 
A pesar de la relativa tardanza de la introducción del término transfeminismo, el trabajo sobre el tema tiene tanto tiempo como la segunda ola del feminismo y han contribuido personas como Sandy Stone, considerada la fundadora de los estudios académicos sobre transgénero, y Sylvia Rivera, activista de Stonewall y fundadora del Street Transvestite Action Revolutionaries. En 2006, aparece el primer libro sobre transfeminismo: Trans/Forming Feminisms: Transfeminist Voices Speak Out de Krista Scott-Dixon.

## Historia
Las primeras voces en el movimiento fueron Kate Bornstein y Sandy Stone, cuyo ensayo "The Empire Strikes Back" fue una respuesta directa a Janice Raymond. En el siglo XXI, tanto Krista Scott-Dixon como Julia Serrano han contribuido en el trabajo de campo de las mujeres transexuales.
Trasfeminism.org fue una web creada en el año 2000 para promocionar el proyecto de antología del transfeminismo por Diana Courvant y Emi Koyama, con el objetivo de intoducir el concepto de transfeminismo en la academia y para encontrar y conectar a personas que trabajan en proyectos y temas de transfeminismo. Koyama y Courvant buscaron a otros transfeministas para ampliar su Trabajo. La antología pretendió introducir el movimiento a un gran público. Por la utilización de Courvant de la palabra "transfeminismo" (ya en 1992) en un evento de la Universidad de Yale y en asociación con bios y por su participación en transfeminism.org, se le considera como el creador del término. Courvant acreditó a Koyama el uso de la palabra en la web y así se dio a conocer el término en la red.
Patrick Califia también utilizó la palabra en su publicación en 1997, y es la primera publicación conocida fuera de un periódico. Es posible o incluso probable que el término fuera acuñado repetidamente de forma independiente antes del año 2000 (o incluso antes de que Courvant lo utilizará en 1992). El término no se popularizó hasta después del 1999. Jessica Xavier, una conocida de Courvant, quizás de manera independiente ya acuñó el término cuando lo utilizó para introducir sus artículos,“Passing As Stigma Management” y “Passing as privilege” a finales de 1999. 
Emi Koyama escribió el extensamente leído Manifiesto transfeminista en la época de la puesta en marcha de la web que, con su activa participación en discusiones académicas en internet, ayudó a difundir el término. Otros textos de la misma autora ahondan sobre la especificidad de las experiencias de cada mujer que al universalizarse tienden a preservar privilegios de raza o clase entre otros, The Transgender Studies Reader
En las últimas décadas la idea de que todas las mujeres comparten una experiencia común ha sido objeto de escrutinio por parte de las mujeres negras, las lesbianas y las mujeres de clase obrera, entre otras. Muchas personas transgénero y transexual también se están cuestionando que significa el género, y están cambiando el significado de este, el cual siempre ha sido considerado un hecho biológico. Los transfeministas insisten en que sus propias experiencias sean reconocidas como parte de la esfera feminista. 
El transfeminismo incluye a la mayoría de temas de la tercera ola feminista, incluyendo la diversidad, el cuerpo, la imagen y la agencia de las mujeres. El transfeminismo no es solamente acerca de cómo combinar las preocupaciones trans con el feminismo. También incluye un análisis crítico de la segunda ola feminista desde la perspectiva de la tercera ola. Al igual que todas las críticas dominantes feministas y transfeministas de la masculinidad y las discusiones de que las mujeres merecen igualdad de derechos. El transfeminismo comparte el principio unificador con otras feministas de que el género es un constructo social patriarcal utilizado para oprimir a las mujeres. Aunque el “trans” en el transgénero y en el transexual ha sido utilizado para implicar transgresividad.
El camino a la legitimidad para las transfeministas ha sido muy diferente a la de otras feministas. Las mujeres marginadas han tenido que demostrar que sus necesidades son diferentes y que el feminismo dominante no habla por ellas. Por el contrario, las mujeres trans deben demostrar que son iguales que otras mujeres, y que el feminismo puede hablar por ellas sin modificar el término de feminismo en sí mismo. El feminismo transexcluyentede autoras como Janice Raymond se resiste a considerar a las personas trans como mujeres o posible sujetos de la lucha feminista.

## En España
El activismo transfeminista en España tiene sus precedentes en los inicios del activismo por los derechos de las personas trans (Transexualia, fundado en 1987), el activismo queer de los años noventa y los colectivos por los derechos de las trabajadoras sexuales (Hetaira, fundado en 1995). En 2006 surgió el colectivo antiidentitario Guerrilla Travolaka, y dos años después la Red por la Despatologización Trans, que lideró las campañas Octubre Trans y Stop Patologización Trans.
Las Jornadas Feministas de Granada de 2008 contaron con espacios de diálogo entre diferentes activistas trans y feministas, y concluyeron con la necesidad de alianzas más estrechas entre ambos movimientos y la asunción común de postulados transfeministas, que veían la despatologización como una causa feminista y el transfeminismo como una oportunidad para abordar cuestiones feministas más allá del binarismo de género. Con anterioridad, ya había habido mesas trans en las Jornadas Feministas Estatales de los años 1993 y 2000, con charlas de Kim Pérez y Laura Bugalho y el apoyo del colectivo de feministas lesbianas de Madrid.
En 2013 se publicó el volumen Transfeminismos: epistemes, fricciones y flujos, con textos de Paul B. Preciado, Amaia Pérez Orozco, Itziar Ziga o Lucas Platero. La alianza entre movimiento trans y feminismo se vio tensionada a partir del surgimiento de un feminismo transexcluyente representado por autoras como Alicia Miyares o Amelia Valcárcel, dando lugar a grandes movilizaciones en el contexto de la aprobación de la Ley trans española. A raíz de esto, aparecieron nuevos volúmenes como Transfeminismo o barbarie (2020, con textos de Carolina Meloni o Carmen Romero Bachiller) o Después de lo trans (2021), de Elizabeth Duval. En 2023 se publicó Mutantes y divinas, de Ira Hybris, que incorporaba perspectivas de inspiración marxista al corpus teórico transfeminista.

### Trabajos
- Anonymous ' "A Taste of Inequality" explores issues still on feminist frontline,' Yale Bulletin, March 16 2001.
- Anzaldua, Gloria & Keating, AnaLouise (2002). This Bridge We Call Home, Routledge, NY, NY.
- Califia, Patrick (1997). Sex Changes, Cleis Press, San Francisco.
- Courvant, Diana (2003). Thoughts on "Now That You're a White Man," https://web.archive.org/web/20080827195848/http://www.confluere.com/column/20030527-diana.html
- Courvant, Koyama (2000). Web page introducing "transfeminism". Site is no longer on-line, but is still available at http://web.archive.org/web/*/http://www.transfeminism.org
- Crabtree, Sadie. (2004). Finding common ground between movements for reproductive freedom and transgender/transsexual liberation. The fight for reproductive freedom.  p. 9-11.
- Hill. R. J. (Report Chair), Childers, J., Childs, A. P., Cowie, G., Hatton, A., Lewis, J. B., McNair, N., Oswalt, S., Perez, R. M., & Valentine, T. (2002, April 17). In the shadows of the arch: Safety and acceptance of lesbian, gay, bisexual, transgendered and Queer students at the University of Georgia. Athens, GA: Printed by the Department of Adult Education. 1-22 pp
- Kessler, Suzanne & McKenna, Wendy (1985). Gender: An Ethnomethodological Approach.
- Koyama, Emi (2000). Transfeminist Manifesto, available at: http://eminism.org/readings/pdf-rdg/tfmanifesto.pdf
- Serano, Julia (2007). Whipping Girl, A Transsexual Woman on Sexism and the Scapegoating of Femininity.
- Valerio, Max Wolf (2002). "Now That You're a White Man," from This Bridge We Call Home by Gloria Anzaldua and AnaLouise Keating, pp239–254.